# Regénesis
Regénesis (título original ReGenesis) es una serie canadiense de televisión de temática científica. Está producida por The Movie Network y Movie Central en colaboración con Shaftesbury Films. 
La serie trata de las vidas de los científicos de NORBAC (The North American Biotechnology Advisory Commission) un organismo ficticio con base en Toronto, Canadá. Esta agencia depende de los gobiernos de Canadá, EE. UU. y México a los cuales sirve en problemas de biotecnología.
La serie está protagonizada por el director de NORBAC David Sandström (interpretado por Peter Outerbridge),  además de los demás personajes que trabajan en el laboratorio. A través del director, se muestran a menudo problemas sociales, políticos y éticos que conlleva la investigación científica.
La serie consta de 4 temporadas de 13 episodios cada una y fueron transmitidas del 2004 al 2008.

## Países que la emiten
- Estados Unidos y Canadá, a través de varios canales: The Movie Network, Movie Central, Global.
- España: a través del canal de pago Calle 13.
- Reino Unido: canal Sci-Fi.
- Francia y Alemania: por Arte.
- Japón: canal WOWOW
- México: por el canal 52MX
- Argentina, Chile, México, Perú y Venezuela: por el canal FX
- Argentina: Por canal Tecnópolis

## Personajes
- David Sandström (Peter Outerbridge) - Científico jefe y biólogo molecular.
- Carlos Serrano (Conrad Pla) - Genetista y Doctor.
- Bob Melnikov (Dmitry Chepovetsky) - Bioquímico, formado por David Sandstöm
- Mayko Tran (Mayko Nguyen) - Bioinformática
- Caroline Morrison (Maxim Roy)- en las dos primeras temporadas es la directora ejecutiva del laboratorio.
- Weston Field (Greg Bryk) - ayudante de Caroline, se convierte en la tercera temporada en el director ejecutivo de NORBAC.
- Jill Langston (Sarah Strange)- en las temporadas 1 y 2 viróloga jefe y amante de David.
- Rachel Woods (Wendy Crewson) - Se incorpora en la tercera temporada, en sustitución de Jill Langston. Viróloga, y exmujer de Carleton Riddlemeyer.
- Carleton Riddlemeyer (Geraint Wyn Davies) - consejero científico que supervisa NORBAC para la casa Blanca.

## Capítulos
1ª TEMPORADA 
- 1. Bebé Bomba            (baby bomb)
- 2. Recambios             (spare parts)
- 3. La Cara de Dios       (the face of God)
- 4. Priones               (prions)
- 5. El virus más antiguo  (the oldest virus)
- 6. Las Pruebas           (the trials)
- 7. Ligera esperanza      (faint hope)
- 8. El Apagón             (blackout)
- 9. Guerra secreta        (the secret war)
- 10. El origen            (the source)
- 11. La promesa           (the promise)
- 12. Resurrección          (resurrection)
- 13. La Noche más larga   (the longest night)

 2ª TEMPORADA 
- 1. China
- 2. Mutante de escape
- 3. El cóctel
- 4. Oscuro y oscurecimiento
- 5. Un gran cambio
- 6. Nuestros hombres en habana
- 7. Habla con él
- 8. Neblina
- 9. Un gen en una botella
- 10. Los rebeldes y los inocentes
- 11. Algo huele mal
- 12. Encefalitis alérgica
- 13. Fin

 3ª TEMPORADA
- 1. Un momento
- 2. Polvo en el viento
- 3. Extraños en la noche
- 4. Sueño con genomas
- 5. El dios del comercio
- 6. Fantasmas
- 7. Una mano lava la otra
- 8. Latentes
- 9. Quemémoslo
- 10. Insoportable
- 11. A la deriva
- 12. Órgano de Jacobson
- 13. De vuelta al futuro

 4ª TEMPORADA
- 1. Tuberculosis o no tuberculosis
- 2. Las consecuencias
- 3. Hepatitis y Melinkov
- 4. El beso
- 5. Mentiras suspicaces
- 6. Cierre en la carrera
- 7. Corazones y mentes
- 8. Camada 14
- 9. Liberado
- 10. Lo que se siente
- 11. Sin sangre
- 12. Al son de la ciencia
- 13. La verdad